# Lokvarka-tó
A Lokvarka-tó (horvátul: Lokvarski jezero) egy mesterséges tó Horvátországban, Gorski kotar területén, Tengermellék-Hegyvidék megyében.

## Leírása
A Lokvarka-tó egy mesterséges tó, amelyet akkor hoztak létre, amikor a Lokvarka-patak medrét egy 51 méter magas gáttal elzárták. A munka 1952 és 1955 között folyt, és eredményeként az egykor zöld völgyet, melyben egy település és 3 fűrészmalom állt, valamint a Lujzijana út néhány kilométere vezetett a mesterséges tó 40 méter mély vizével árasztották el. Srednji Jarak település családjait, akik Lujzijana út 1805-ös megépítése után telepedtek le ezen a helyen, örökre kitelepítették. Bár a Lokvarka-tó egy mesterséges tó, szinte tökéletesen illeszkedik Gorski kotar gyönyörű hegyi tűlevelű erdőinek természetes környezetébe, így ma kedvelt turisztikai látványosság, amely a sportolók és rekreációs szakemberek kedvelt helyszíne. Az első víz alatti tájékozódó világbajnokságot és számos nemzetközi evezős regattát rendeztek a tavon, 1978 óta pedig a hegymászók, kerékpárosok és más természetrajongók POJ és BOJ (gyalog vagy kerékpárral a tó körül) elnevezésű hagyományos találkozóját tartják itt. A Lokvarka-tó a horgászok kedvelt helyszíne is, mert domolykókban, pontyokban, kárászokban, pisztrángokban és más halfajokban gazdag. 1973-ban a világ legnagyobb, 25,40 kilogrammos folyami pisztrángját fogták ki a tóban. A Lokvarka-tó Lokve közelében található.

## Fordítás
Ez a szócikk részben vagy egészben  a   Lokvarsko jezero című horvát Wikipédia-szócikk ezen változatának fordításán alapul.  Az eredeti cikk szerkesztőit annak laptörténete sorolja fel. Ez a jelzés csupán a megfogalmazás eredetét és a szerzői jogokat jelzi, nem szolgál a cikkben szereplő információk forrásmegjelöléseként.